# Aeroportul Grand Marais/Cook County
Aeroportul Grand Marais/Cook County (IATA: GRM, ICAO: KCKC, FAA LID: CKC) este un aeroport din Comitatul Cook, Minnesota, Minnesota, Statele Unite ale Americii ce deservește zona Grand Marais⁠(d). Aeroportul a fost tranzitat în 2019 de 8 pasageri. A fost numit după zona deservită.
Situat la o altitudine de 548 m, aeroportul dispune de 1 pistă.

## Infrastructură

### Piste
Aeroportul dispune de o singură pistă. Pista 10/28 are suprafața de asfalt și dimensiunile 5.001 picioare × 100 picioare. 